# Джамму и Кашмир (штат)
Джа́мму и Кашми́р (догри जम्मू और कश्मीर, урду جموں اور کشمیر‎, ладакх. ཇ་མུ་དང་ཀ་ཤི་མིར།, англ. Jammu and Kashmir) — бывший штат на севере Индии. Крупнейший город и летняя столица штата — Сринагар, зимняя столица — Джамму. Население — 12 548 926 человек (19-е место среди штатов; данные на 2011 год).
Штат был расположен в Гималайских горах. Граничил с КНР на востоке, штатами Химачал-Прадеш и Пенджаб на юге, с Пакистаном на западе и на севере. Полная или частичная принадлежность территории бывшего княжества Джамму и Кашмир Индии оспаривается Пакистаном и Китаем. В Пакистане контролируемую Индией часть Джамму и Кашмира считают оккупированной территорией, а контролируемая Пакистаном часть Кашмира разделена на Азад-Кашмир и Гилгит-Балтистан. Китай, в свою очередь, оккупирует малонаселённый, но стратегически важный район Аксайчин, а также часть высокогорных территорий в Ладакхе.
5 августа 2019 года правительство Индии приняло решение исключить из Конституции Индии статью 370, наделявшую особым статусом северный штат, и внесло законопроект о разделении его на две союзные территории — Джамму и Кашмир и Ладакх. Этому решению предшествовали значительное наращивание военной мощи на территории штата, введение комендантского часа, прекращение доступа к Интернету и мобильной связи по всему штату, а также аресты местных политических лидеров.

## География
На территории Джамму и Кашмира расположены Кашмирская долина, долина Тави, долина Ченаб, долина Пунч, Синдская и Лиддерская долины. Главная из них — Кашмирская долина — имеет ширину 100 км и площадь 15 520,3 км². Горы отделяют долину от Ладакха, в то время как хребет Пир-Панджал, охватывающий Кашмир с запада и юга, отделяет территорию штата от равнин северной Индии. На северо-востоке долины примыкают к Гималаям. Средняя высота в этом районе составляет около 1850 м, а в районе Пир Панджал — 5000 м.
Джелам является крупной гималайской рекой, которая протекает через Кашмирскую долину. Реки Инд, Тави, Рави и Ченаб являются основными реками, протекающими через штат. В Джамму и Кашмир расположены несколько гималайских ледников. При средней высоте 5753 м над уровнем моря, ледник Сиачен длиной 70 км является длиннейшим в Гималаях.

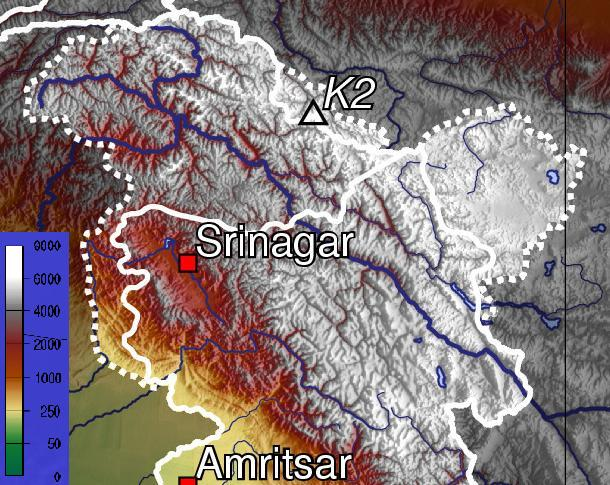
Топографическая карта долины Кашмир, Джамму Ладака.
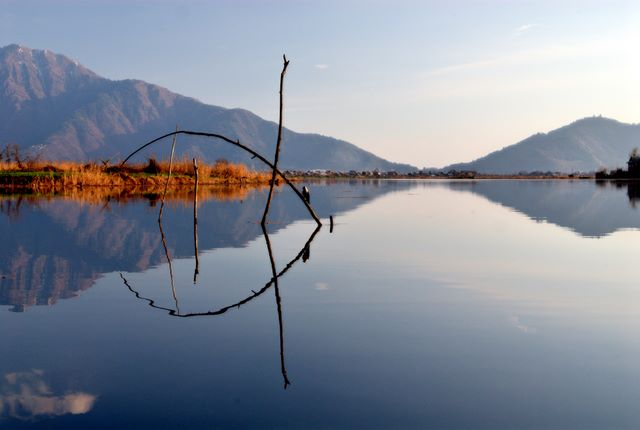
Озеро Нагин
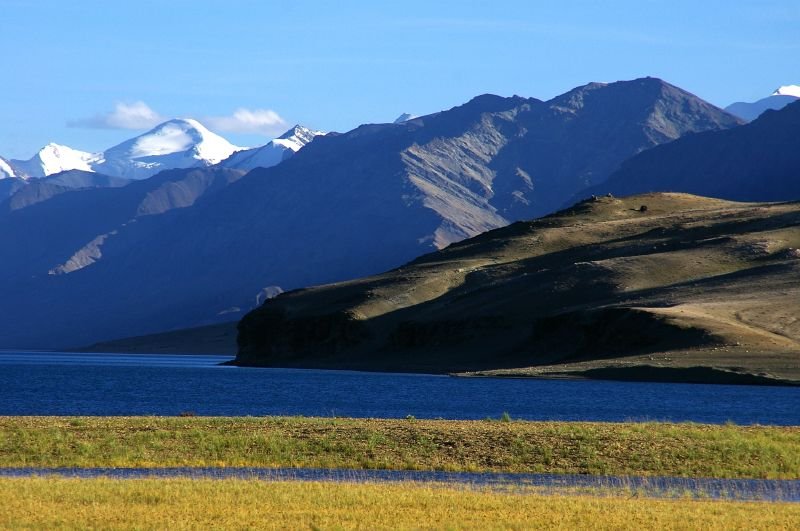
Озеро Цоморари в Ладаке.
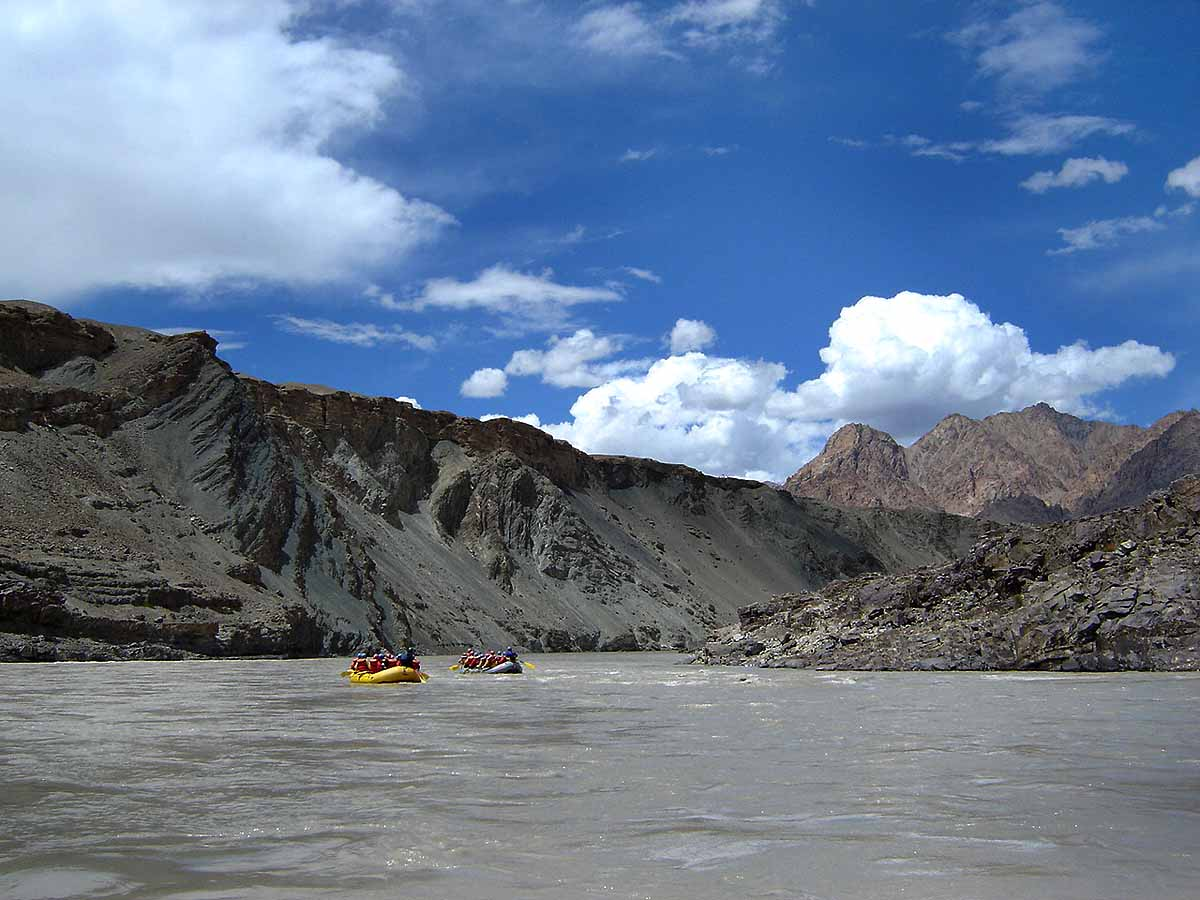
Сплав по реке в Занскаре.
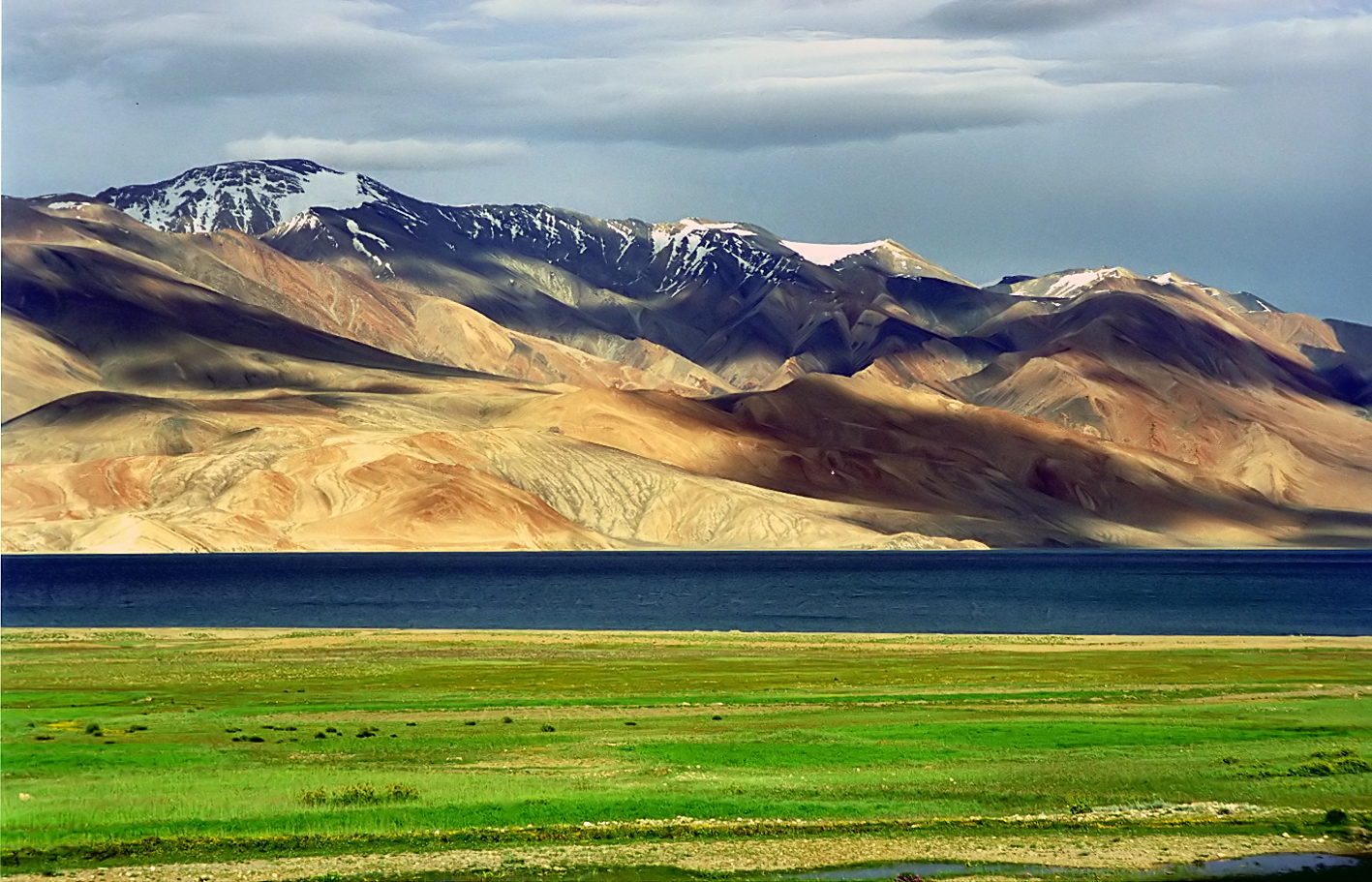
Цоморари

## История
Район, известный как Джамму и Кашмир, возник, когда могольский император Акбар вторгся в Кашмир в 1586 году. Моголы, ведомые генералом Бхагвантом Дасом и его помощником Рамчандрой Аем, разгромили тюркского хана Юсуфа Кашмирского. Акбар назначил Рамчандру губернатором Гималайского королевства.
В 1780 году Джамму и Кашмир был захвачен сикхами Ранджит Сингха из Лахора, и до 1846 сикхи правили областью. В 1845 году вспыхнула первая англо-сикхская война, и Гулаб Сингх держался в стороне до 1846, когда он выступил в качестве полезного посредника и доверенного советника сэра Генри Лоуренса. Были заключены два договора. Во-первых, государство Лахор (запад Пенджаба) было передано Великобритании при выплате компенсации; во-вторых, британцы передали Гулаб Сингху 75 кьят рупий за земли восточнее Инда и западнее Рави. Так образовалось княжество Джамму и Кашмир. Вскоре после смерти Гулаб Сингха в 1857 году его сын Ранбир Сингх присоединил к эмирату Хунзу, Гилгит и Нагаре.
Ранбир Сингх взошёл на престол в 1925 году и царствовал до 1947 года. При разделе Британской Индии обе страны согласились с тем, что правителям княжеств будет предоставлено право выбора между Пакистаном или Индией или — в особых случаях — возможность оставить своё государство независимым. Правитель Кашмира Хари Сингх не захотел войти в состав ни одного из новообразуемых государств. Население княжества, в котором 90 % составляли мусульмане, было крайне недовольно деспотическим правлением, что привело к вооружённому восстанию. Обстановка осложнилась в октябре 1947 г. в связи с вторжением отрядов пуштунов из Северо-Западной пограничной провинции Пакистана. В этих условиях махараджа Кашмира обратился к правительству Индии с просьбой о помощи и выразил готовность присоединиться к Индийскому Союзу. Лорд Маунтбеттен согласился ввести войска при условии, что Кашмир признаёт себя частью Индии. Махараджа подписал бумаги, и войска были введены, результатом чего была Первая индо-пакистанская война, окончившаяся разделом Кашмира.
Дипломатические отношения между Индией и Пакистаном были напряжёнными, в результате чего имели место ещё три войны в Кашмире: Вторая индо-пакистанская война, Третья индо-пакистанская война, Каргильская война. Около 60 % территории бывшего княжества Джамму и Кашмир контролирует Индия. Пакистан контролирует 30 % территории княжества, на этой территории образованы провинция Азад-Кашмир и Северная Провинция. Китай оккупировал 10 % территории региона в 1962 году.
В восточной части бывшего княжества Кашмир также происходили пограничные конфликты. В конце XIX и начале XX веков между Великобританией, Тибетом, Афганистаном и Россией были подписаны пограничные соглашения о северной границе Кашмира, с которыми Китай был не согласен. Официальная китайская позиция не изменилась и с приходом к власти коммунистов в 1949 году. К середине 1950-х китайская армия вошла в северо-восточную часть Ладакха. В 1956-57 китайцы завершили военную дорогу через Аксай Чин для улучшения связи между Синьцзяном и западным Тибетом. Запоздалое открытие Индией факта постройки этой дороги привело к китайско-индийским пограничным военным столкновениям в октябре 1962. Китай полностью оккупировал Аксай Чин к 1962 году, а прилегающие районы Транс-Каракорумского тракта Пакистан передал Китаю в 1963 году.
В период между 1957 годом, когда штат принял свою собственную конституцию, и смертью шейха Абдуллы в 1982 году, штат колебался между стабильностью и недовольством. В 1987 в Кашмире произошло восстание, связанное с предполагаемой фальсификацией результатов выборов правительства Индии. После этого в регионе продолжался длительный кровавый конфликт между боевиками и индийской армией. И боевики, и армия были обвинены в широкомасштабных нарушениях прав человека и грабежах. Тем не менее с 1996 года и по настоящее время боевые действия прекратились и мирная жизнь постепенно восстанавливается.

## Административно-территориальное деление

Штат Джамму и Кашмир c Азад-Кашмиром и Гилгит-Балтистаном, а также Аксайчин.

Штат делился на территории Джамму, Кашмирской долины и Ладака, состоявших из 22 округов:
| Джамму 1. Округ Катхуа 2. Округ Джамму 3. Округ Самба 4. Округ Удхампур 5. Округ Риаси 6. Округ Раджоури 7. Округ Пунч 8. Округ Дода 9. Округ Рамбан 10. Округ Киштвар |  | 1. Округ Анантнаг 2. Округ Кулгам 3. Округ Пулвама 4. Округ Шопиан 5. Округ Будгам 6. Округ Сринагар 7. Округ Гандербал 8. Округ Бандипора 9. Округ Барамулла 10. Округ Купвара |  | 1. Округ Каргил 2. Округ Лех |

Сиачен, хотя и под индийским контролем, не был включён в штат.
Территория Аксайчин находится под контролем КНР, Азад-Кашмир и Гилгит-Балтистан являются контролируемыми Пакистаном областями.

## Население

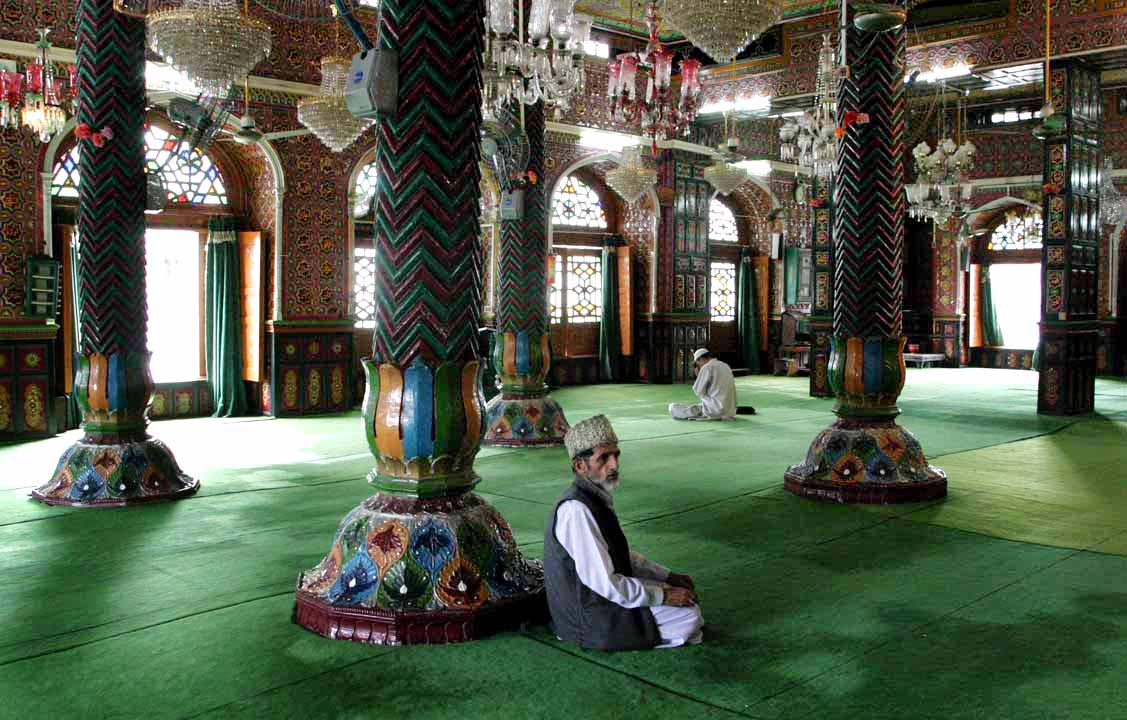
Мечеть в Сринагаре

За исключением союзной территории Лакшадвип, Джамму и Кашмир — единственный регион с мусульманским большинством (и, соответственно, единственный штат). Ислам исповедуют 67 % населения штата и 97 % населения кашмирской долины. Существуют многочисленные общины буддистов, индуистов и сикхов. В Джамму индуисты составляют 65 % населения, мусульмане 31 %, а сикхи 4 %. В Ладаке буддистов 46 %, остальные мусульмане. Жители Ладака тибетского происхождения, тогда как южные территории Джамму населяют переселенцы из индийских штатов Харьяна и Пенджаб, а также из Дели. В целом мусульмане составляют 67 % населения, индуисты 30 %, буддисты 1 %, и сикхи 2 %.
Согласно мнению политолога Александра Эванса, приблизительно 95 % из 160 000—170 000 кашмирских брахманов, также называемых кашмирские пандиты, (то есть около 150 000—160 000) покинули Кашмир из-за военных конфликтов. По оценкам ЦРУ, около 300 000 кашмирских пандитов из Джамму и Кашмира вынуждены были переселиться.
| Территория | Население  | % Мусульмане | % Индуисты | % Сикхи | % Буддисты/Другие |
| --- | ---------- | ------------ | ---------- | ------- | ----------------- |
| Кашмир (53,9 %) | 5 476 970  | 97,16 %      | 1,84 %     | 0,88 %  | 0,11 %            |
| Джамму (43,7 %) | 4 430 191  | 30,69 %      | 65,23 %    | 3,57 %  | 0,51 %            |
| Ладак (2,3 %) | 236 539    | 47,40 %      | 6,22 %     | —       | 45,87 %           |
| Джамму и Кашмир | 10 143 700 | 66,97 %      | 29,63 %    | 2,03 %  | 1,36 %            |
| Подсчитано 2001 Census India District Profiles. Дата обращения: 2 июня 2009. Архивировано из оригинала 25 февраля 2018 года. Около 50 000—100 000 кашмирских мусульман и 150 000—300 000 пандитов стали вынужденными переселенцами. |            |              |            |         |                   |

В штате распространены языки кашмири, урду, догри, пахари, балти, ладакский язык, пенджаби, годжри и дадри, киштвари. Урду, использующий персидское письмо, — официальный язык штата. Многие понимают хинди или английский язык.

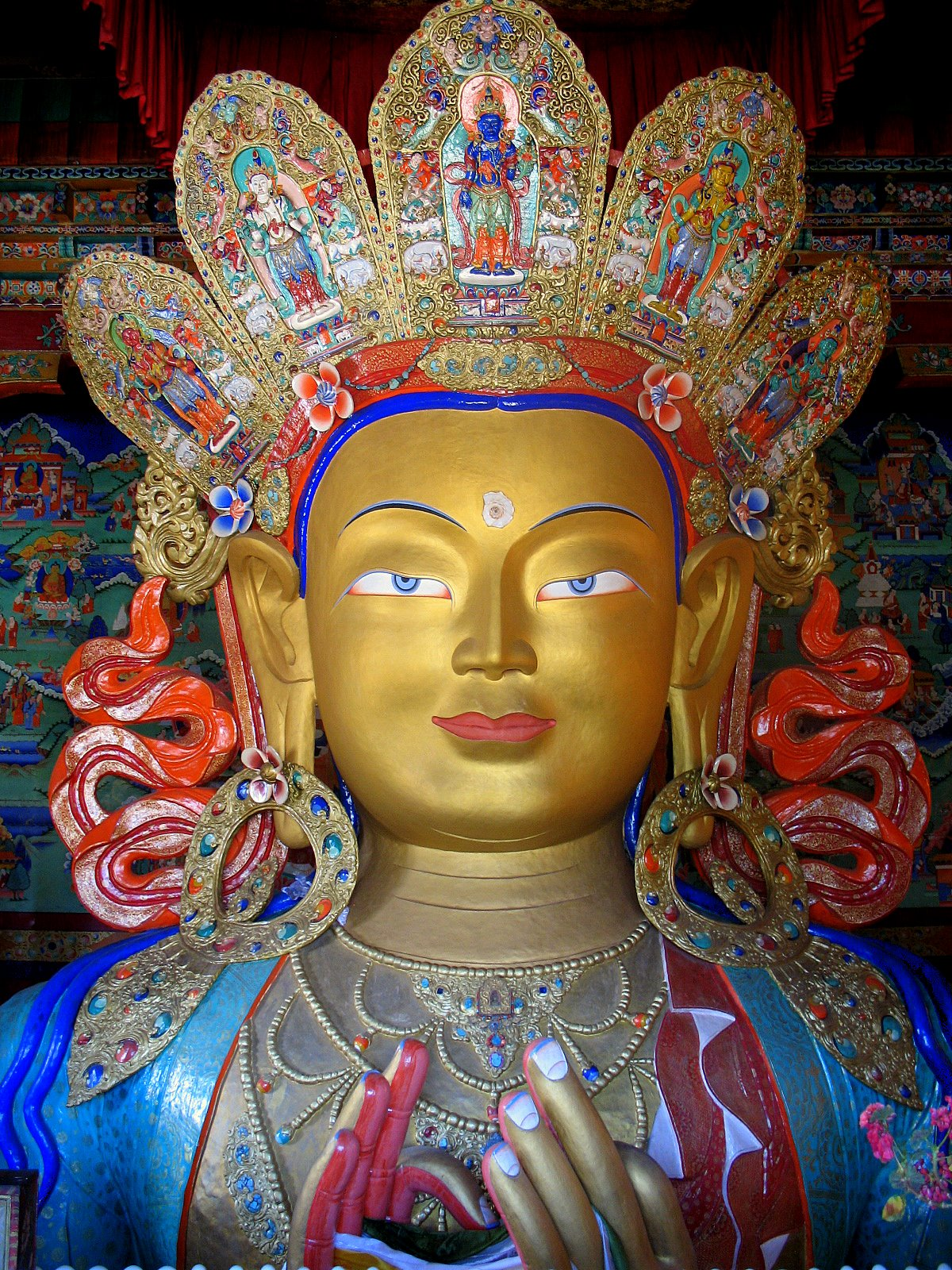
Фрагмент статуи Майтрейи из монастыря Тхиксе в Ладаке, Индия.

## Политика

Флаг Джамму и Кашмира

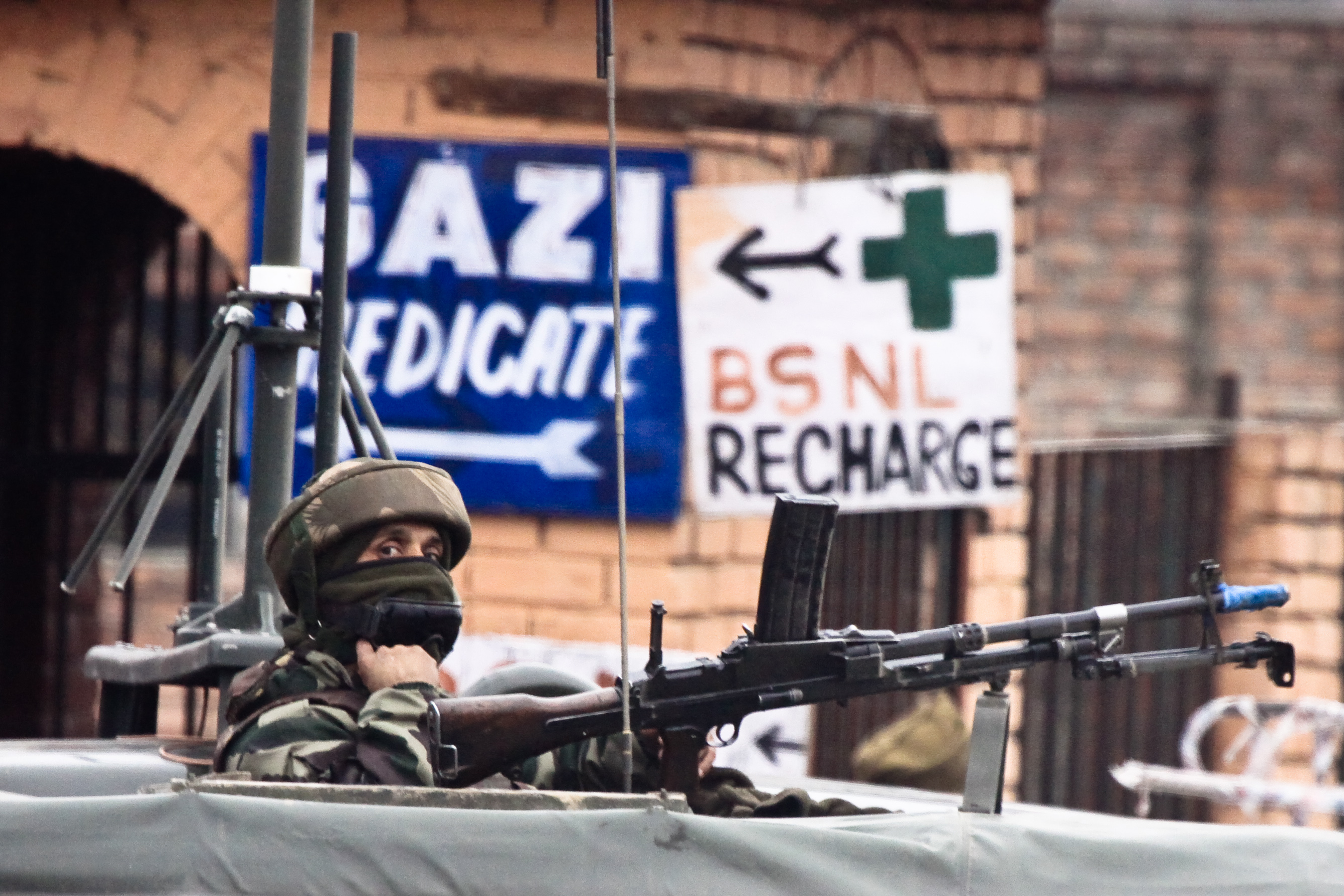
Часовой охраняет КПП у Срингарского международного аэропорта. январь 2009

Джамму и Кашмир является единственным штатом в Индии, который пользовался особым автономным статусом по статье 370 Конституции Индии, согласно которому ни один закон, принятый в Парламенте Индии, не действует на территории Джамму и Кашмира, пока не будет ратифицирован парламентом штата, за исключением законов по вопросам обороны, связи и внешней политики. Впоследствии юрисдикция Верховного суда Индии над Джамму и Кашмиром была продлена. Джамму и Кашмир имеет свой собственный флаг и конституцию, и индийцы из других штатов не могут купить землю или недвижимость в этом штате. Плуг на флаге символизирует победу труда над господством Махараджи. Три полосы представляют собой три отдельные административные территории штата, а именно Джамму, Кашмирскую долину и Ладакх.
Как и остальные штаты Индии, Джамму и Кашмир имеет многопартийную демократическую систему правления с двухпалатным законодательным органом. Согласно первоначальному варианту конституции штата Джамму и Кашмир, 100 депутатов должны были избираться прямым голосованием по территориальным избирательным округам. Из них 25 мест были зарезервированы для районов штата Джамму и Кашмир, которые попали под пакистанскую оккупацию.
После изменения границ в 1988 году общее количество мест увеличилось до 111, из которых 87 избираются на территории, контролируемой Индией. В Джамму и Кашмире Ассамблея избирается на шесть лет, в отличие от других штатов в Индии, где предусмотрен 5-летний срок. Было предложение правительства Индии уменьшить срок, но парламентарии отвергли его.
Влиятельные политические партии включают в себя: Национальная Конференция Джамму и Кашмира (НК), Индийский национальный конгресс (ИНК), Национально-демократическая партия Джамму и Кашмира (НДП), Партия Бхаратия Джаната (БДП) и других более мелких региональных партий. После доминирования на протяжении многих лет, Национальная конференция ослабла в 2002 году, когда ИНК и НДП образовали политический союз, и пришли к власти. В рамках соглашения о разделении власти, ИНК лидер Гулям Наби Азад заменил Мухаммеда Саида, из НДП в качестве председателя правительства Джамму и Кашмира, в конце 2005 года. Тем не менее, в 2008 году, НДП отказала правительству в поддержке, по причинам связанным с передачей 160 000 м² земли. На выборах, которые были проведены в период с 17 ноября по 24 декабря, национальная конференция и Индийский национальный конгресс завоевали большинство мест и создали коалицию. Сепаратистское движение, некогда довольно сильное в штате, в основном пошло на спад. Однако после беспорядков 18 августа 2008 года сепаратистское движение получило новый импульс.

## Экономика
Экономика штата базируется на сельском хозяйстве и туризме, включая религиозный. Кашмир известен шелководством, рыбными промыслами, а также сельскохозяйственной продукцией, яблоками, грушами и многими другими фруктами, а также орехами. Деревообработка в Кашмире высококачественная и используется для приготовления крикетных бит, широко известных как Кашмирская ивовая бита. Кашмирский шафран тоже очень известен и приносит государству огромные суммы иностранной валюты. Экспорт сельскохозяйственной продукции из штата Джамму и Кашмир включает яблоки, ячмень, вишню, кукурузу, просо, апельсины, рис, персики, груши, шафран, сорго, овощи, пшеницу,  в то время как экспорт ремесленных изделий включает ковры и шали. Регион Джамму известен своим садоводством и является самым богатым регионом в штате. Несмотря на небольшой объём, производство и сфера услуг растёт быстрыми темпами, особенно в городе Джамму. В последние годы некоторые потребительские товары стали производиться в штате. Ассоциированные торгово-промышленные палаты Индии (ASSOCHAM) выявили ряд промышленных секторов, которые могли бы привлекать инвестиции в штат, и, соответственно, они работают совместно с союзом государственного управления по созданию промышленных парков и особых экономических зон. В 2005-06 финансовом году, экспорт из штата составил около 230 692 076 $. Тем не менее, промышленное развитие в штате тормозит из-за нескольких основных факторов, включая экстремальные горные ландшафты и нехватки электричества.

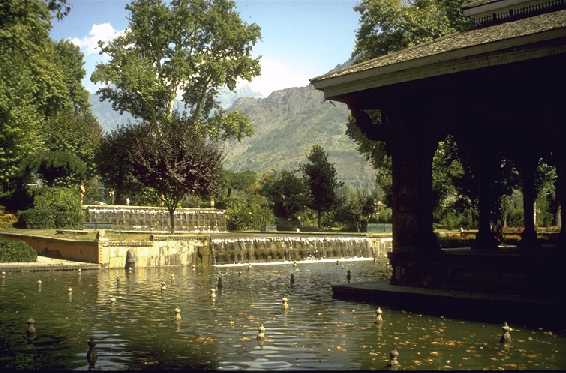
Туризм является неотъемлемой частью экономики штата. Шилимарские сады.

Правительство Индии было заинтересовано в экономической интеграции Джамму и Кашмир с остальной частью Индии. Штат является одним из крупнейших получателей субсидий из Нью-Дели, на общую сумму 9754 рупий на душу населения в год. В попытке улучшить инфраструктуру в штате, правительство Индии приступило к работе над амбициозным проектом Кашмирской железной дороги, в который вложено уже 2,5 млрд долларов США. Банк Джамму и Кашмира, как указано в S&P CNX 500, в 2005 году получил доход около 369 млн$ .
Туризм составлял значительную долю в экономике до 1989 года. В настоящее время туризм в долине Кашмира значительно сократился. Тем не менее, святыни Джамму и буддийские монастыри Ладака по-прежнему популярны у паломников и туристов. Каждый год тысячи индуистских паломников посещают святыни в Вайшно Деви и Амарнатхе, которые оказали значительное влияние на состояние экономики. Туризм в долине Кашмира вновь набирает популярность, особенно в 2009 году  штат стал одним из главных туристических направлений в Индии. Гульмарг стал один из самых популярных курортов в Индии, также является местом с самыми высокогорными полями для гольфа в мире.
| Год  | ВВП в млн. рупий в год |
| ---- | ---------------------- |
| 1980 | 11,860                 |
| 1985 | 22,560                 |
| 1990 | 36,140                 |
| 1995 | 80,970                 |
| 2000 | 147,500                |
| 2006 | 539,850                |

## Культура

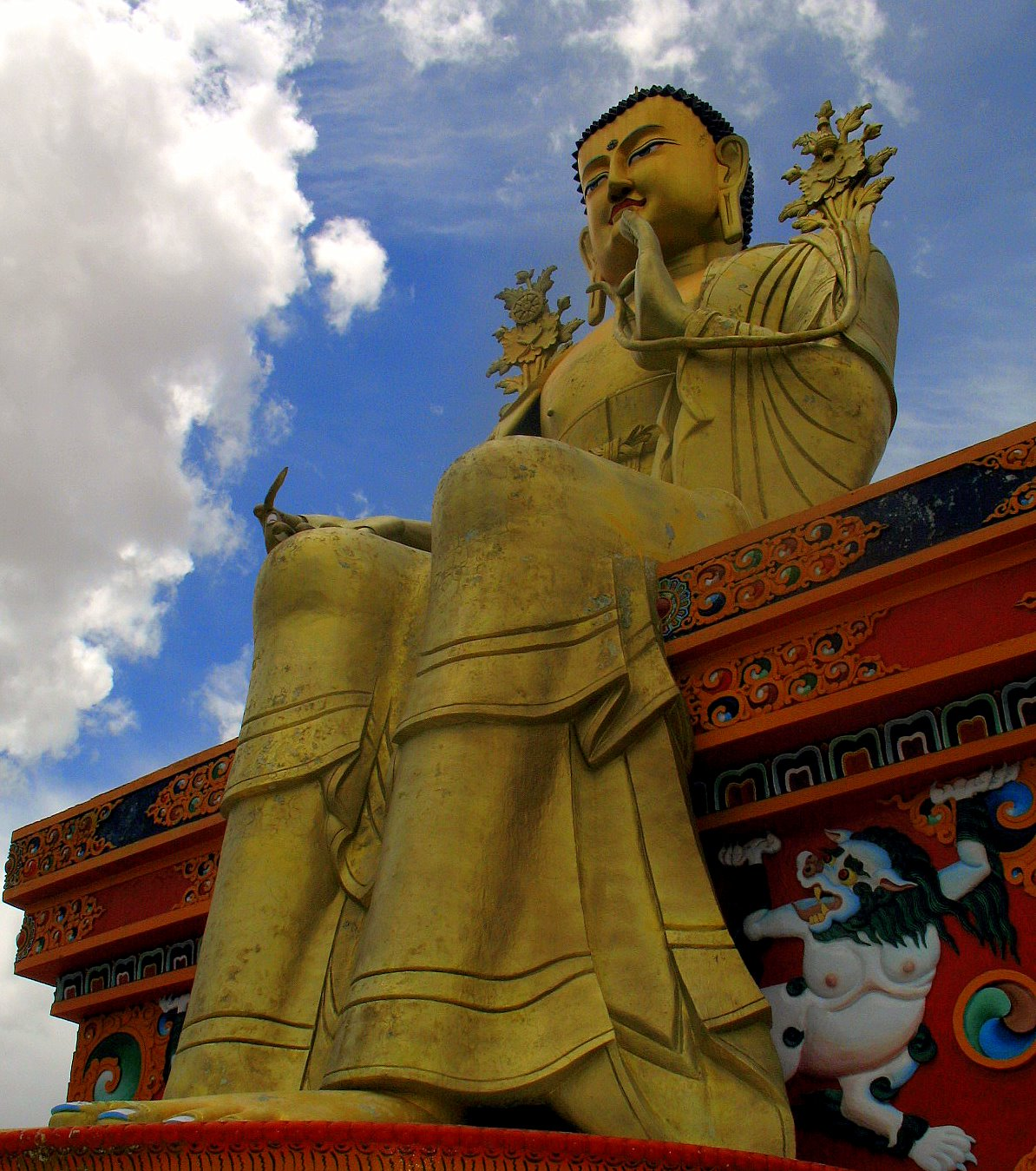
Буддизм — неотъемлемая часть ладакхской культуры. Статуя Будды в монастыре Ликир

Ладакх знаменит своей уникальной индо-тибетской культурой. Песнопения на санскрите и тибетском известны в Ладаке. Ежегодные фестивали танцев в масках, ткачество и стрельбы из лука являются важной составной частью традиционной жизни в Ладакхе. Ладакхская кухня имеет много общего с тибетской кухней, известен Тхукпа — суп из лапши, и Цампа, известная в Ладаке как нгампе — жаренная ячменная мука.

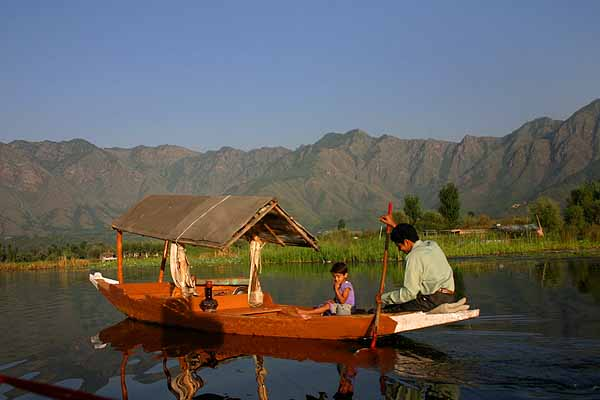
Шикары часто встречаются на озёрах и реках Кашмира

Думхал, знаменитый танец в Кашмирской долине, исполняемый мужчинами из области Ваттал. Женщины исполняют роуфф и другие традиционные народные танцы. Шикара, традиционная деревянная лодка, и Дом на воде часто встречается на различных озёрах и реках по всей долине. Согласно Конституции Индии людям из других штатов не позволяется приобретать землю Джамму и Кашмира в собственность. Как следствие, Дома на воде стали популярны среди тех, кто не может купить землю в долине, и в настоящее время стали неотъемлемой частью Кашмирской жизни. Кава, традиционный зелёный чай с пряностями и миндалём, потребляется в течение всего дня во время холодных кашмирских зим. Большинство зданий в долине Кашмира и Ладакхе изготавливаются из хвойных деревьев. Влияние индийской, тибетской и исламской архитектуры.
Культура Джамму похожа на Пенджаб и Химачал-Прадеш. Традиционные пенджабские праздники, такие как Лохри и Вайсакхи, отмечаются во всём регионе.  Гуджары образуют вторую по величине после догра этническую группу в Джамму. Известные своим полу-кочевым образ жизни, гуджары также живут в большом количестве в Кашмирской долине. Подобно гуджарам, гаддисы главным образом пастухи, которые переселились из в Химачал-Прадеша. Гаддисы славятся своей игрой на флейте. Баккарвала кочуют по склонам Гималаев со стадами коз и овец.

## Образование
В 1970 году правительство штата Джамму и Кашмир создало свой собственный совет образования и университетов. Образование в штате состоит из начального, среднего, высшего среднего (средне-специального), колледжей и высшего. Этим занимается Совет Джамму и Кашмира по школьному образованию (сокращённо JKBOSE). Целый ряд частных и государственных школ преподают качественное образование. Экзамены проводятся в VIII, X и XII классах. Кроме того Существуют Кендрийа Видяалайас — школы создаваемые Правительством Индии и Индийской Армией. 

Средне-высшее (средне-специальное) образование включает Национальный технологический институт в Сринагаре, правительственный Колледж инженерии и технологии в Джамму, и правительственный медицинский колледж штата Джамму. Высшее образование предоставляет университет Джамму, университет Кашмира, Шер-е-Кашмир университет сельскохозяйственных наук и технологий Джамму, Шер-е-Кашмир университет Сельскохозяйственные науки и техники Кашмира, Шри Мата Вайшно Деви университет, Исламский Университет Науки и Технологии и Университета Баба Гулама Шах Бадхашах.

## Символика флага
Местный плуг на флаге — символ труда, а три полосы представляют три провинции штата.